# Río Piquiyacu (Río Biavo)
Der Río Piquiyacu ist ein etwa 85 km langer linker Nebenfluss des Río Biavo in der Provinz Bellavista in der Region San Martín im zentralen Norden Perus.

## Flusslauf
Der Río Piquiyacu entspringt auf einer Höhe von etwa 1350 m im äußersten Südwesten des Distrikts Alto Biavo in einem Höhenkamm, der die Wasserscheide zum weiter südwestlich fließenden Río Huallaga bildet. Der Río Piquiyacu fließt anfangs 10 km in nordnordwestlicher Richtung durch das Bergland. Anschließend wendet er sich in Richtung Nordnordost. Zwischen den Flusskilometern 45 und 12 weitet sich das Tal etwas und der Fluss bildet zahlreiche Flussschlingen. Auf diesem Abschnitt liegen die Orte Nuevo Trujillo und Puerto Bermúdez am Flussufer. Auf den unteren 10 Kilometern durchschneidet der Río Piquiyacu einen Höhenkamm und mündet schließlich auf einer Höhe von 300 m in den Río Biavo.

## Einzugsgebiet
Der Río Piquiyacu entwässert ein Areal von 801 km². Das Einzugsgebiet liegt vollständig innerhalb des Distrikts Alto Biavo. Es grenzt im Norden an das des Río Cuñumbuza, im Westen an das des Río Huallaga, im Südosten an das des Río Platanillo sowie im Osten an das des oberstrom gelegenen Río Biavo.

## Ökologie
Ein etwa 300 km² großes Areal im Südosten des Einzugsgebiets befindet sich im Nationalpark Cordillera Azul. Das Einzugsgebiet reicht bis auf Höhen von 2000 m. In den höheren Lagen gibt es Bergregenwald.